# 南長崎
南長崎（みなみながさき）は、東京都豊島区の町名。現行行政地名は南長崎一丁目から南長崎六丁目。住居表示実施済区域。

## 地理
豊島区南西部に位置する。同区長崎、西池袋、目白、新宿区中落合、西落合、中野区江原町、江古田、練馬区旭丘と接していて、山手通りの西側、目白通りの北側、中野通りのほぼ東側で、西武池袋線の南側の区域。西武池袋線椎名町駅から東長崎駅にかけて長崎と接している。千川上水の高台が西側にあり南東側に谷端川の低地を臨む。かつては目白文化村の一角で今でも敷地の広い住宅地である。人口密度は２万人で、全国でもトップクラスである。

### 地価
住宅地の地価は、2025年（令和7年）1月1日の公示地価によれば、南長崎2-7-10の地点で68万円/m2となっている。

## 歴史
旧北豊島郡長崎村に属していた。1871年（明治4年）11月に浦和県（現埼玉県）から東京府に編入された。長崎村は関東大震災後の1926年（大正15年）に町制ののち1932年（昭和7年）に東京市に編入され、豊島区となった。1939年（昭和14年）から1966年（昭和41年）までの間、現在の南長崎一 - 六丁目と目白四・五丁目に椎名町という町名が付けられていた。1948年（昭和23年）に椎名町駅北口近くで起きた帝銀事件（帝国銀行椎名町支店で発生）の風評を払拭するため、1966年（昭和41年）までに大部分が住居表示により「南長崎」（一部は「目白」）と改称された。現在、椎名町は地名としては残っていないが、駅名や小学校名などに残り、駅前には商店街も存在するため、その周辺は便宜的に椎名町と呼ばれている。

### 史跡
- 岩崎家住宅 - 南長崎四丁目23番。古くからの豪農。未だに昔ながらの門構えを残している。
- 明治乳業長崎牧場 - 南長崎六丁目9番。昭和初期まで千川上水付近で酪農を営んでいたが、エンガ堀下流の積田牧場同様に品質安定のため廃業している。
- トキワ荘 - 南長崎三丁目16番。手塚治虫を始め、多くの漫画家が居住した。
- 椎名町遺跡 - 縄文時代・江戸時代の遺跡。町屋跡など[6]。

## 世帯数と人口
2023年（令和5年）1月1日現在（東京都発表）の世帯数と人口は以下の通りである。
| 丁目         | 世帯数     | 人口     |
| ------------ | ---------- | -------- |
| 南長崎一丁目 | 2,047世帯  | 3,109人  |
| 南長崎二丁目 | 1,850世帯  | 2,967人  |
| 南長崎三丁目 | 2,375世帯  | 4,006人  |
| 南長崎四丁目 | 2,124世帯  | 3,606人  |
| 南長崎五丁目 | 2,364世帯  | 3,522人  |
| 南長崎六丁目 | 2,045世帯  | 3,323人  |
| 計           | 12,805世帯 | 20,533人 |

### 人口の変遷
国勢調査による人口の推移。
| 年                 | 人口   |
| ------------------ | ------ |
| 1995年（平成7年）  | 19,301 |
| 2000年（平成12年） | 18,960 |
| 2005年（平成17年） | 19,334 |
| 2010年（平成22年） | 20,088 |
| 2015年（平成27年） | 20,312 |
| 2020年（令和2年）  | 21,825 |

### 世帯数の変遷
国勢調査による世帯数の推移。
| 年                 | 世帯数 |
| ------------------ | ------ |
| 1995年（平成7年）  | 9,879  |
| 2000年（平成12年） | 10,315 |
| 2005年（平成17年） | 11,065 |
| 2010年（平成22年） | 11,821 |
| 2015年（平成27年） | 12,157 |
| 2020年（令和2年）  | 13,300 |

## 学区
区立小・中学校に通う場合、学区は以下の通りとなる（2017年12月現在）。なお、豊島区の小・中学校では学校選択制度を導入しており、以下の指定校に隣接している通学区域の学校も選択することが可能。
| 丁目         | 番地 | 小学校                 | 中学校               |
| ------------ | ---- | ---------------------- | -------------------- |
| 南長崎一丁目 | 全域 | 豊島区立富士見台小学校 | 豊島区立西池袋中学校 |
| 南長崎二丁目 | 全域 | 豊島区立富士見台小学校 | 豊島区立西池袋中学校 |
| 南長崎三丁目 | 全域 | 豊島区立椎名町小学校   | 豊島区立明豊中学校   |
| 南長崎四丁目 | 全域 | 豊島区立椎名町小学校   | 豊島区立明豊中学校   |
| 南長崎五丁目 | 全域 | 豊島区立椎名町小学校   | 豊島区立明豊中学校   |
| 南長崎六丁目 | 全域 | 豊島区立さくら小学校   | 豊島区立明豊中学校   |

## 交通

### 鉄道
- 落合南長崎駅（ 都営地下鉄大江戸線）

長崎に所在する西武池袋線椎名町駅・東長崎駅も利用できる。

### バス
- 椎名町駅南口停留所（国際興業バス、関東バス） 
  - 池11系統 - 池袋駅西口行、中野駅北口行

- 目白五丁目停留所 
  - 池65系統 - 練馬車庫前行、江古田二丁目行、池袋駅東口行（都営バス）
  - 白61系統 - 練馬車庫前行、新宿駅西口行（都営バス）
  - 池11系統 - 池袋駅西口行、中野駅行（国際興業バス、関東バス）
  - 宿02系統 - 新宿駅西口行、丸山営業所行（関東バス）
  - 宿20、宿20-1系統 - 池袋駅東口行、新宿駅西口行（西武バス）

- 南長崎二丁目停留所
  - 池65系統 - 練馬車庫前行、江古田二丁目行、池袋駅東口行（都営バス）
  - 白61系統 - 練馬車庫前行、新宿駅西口行（都営バス）
  - 池11系統 - 池袋駅西口行、中野駅行（国際興業バス、関東バス）
  - 宿02系統 - 新宿駅西口行、丸山営業所行（関東バス）

- 南長崎三丁目停留所（都営バス）
  - 池65系統 - 池袋駅東口行
  - 白61系統 - 新宿駅西口行

- 南長崎五丁目停留所（都営バス）
  - 白61系統 - 練馬車庫前行

- 東長崎駅通り停留所（都営バス）
  - 白61系統 - 新宿駅西口行

- 江原中野通り停留所
  - 白61系統 - 練馬車庫前行（都営バス）
  - 中12系統 - 江古田駅行、中野駅北口行（関東バス）

- 南長崎六丁目停留所
  - 白61系統 - 新宿駅西口行（都営バス）
  - 池07系統 - 池袋駅西口行、江古田二又行（国際興業バス）

### 道路
- 東京都道8号千代田練馬田無線（目白通り）
- 新目白通り（目白通り支線）
- 東京都道317号環状六号線（山手通り）
- 東京都道439号椎名町上石神井線（千川通り）
- 東京都道420号鮫洲大山線（中野通り）

## 事業所
2021年（令和3年）現在の経済センサス調査による事業所数と従業員数は以下の通りである。
| 丁目         | 事業所数  | 従業員数 |
| ------------ | --------- | -------- |
| 南長崎一丁目 | 110事業所 | 660人    |
| 南長崎二丁目 | 74事業所  | 392人    |
| 南長崎三丁目 | 113事業所 | 801人    |
| 南長崎四丁目 | 97事業所  | 1,000人  |
| 南長崎五丁目 | 207事業所 | 1,317人  |
| 南長崎六丁目 | 66事業所  | 680人    |
| 計           | 667事業所 | 4,850人  |

### 事業者数の変遷
経済センサスによる事業所数の推移。
| 年                 | 事業者数 |
| ------------------ | -------- |
| 2016年（平成28年） | 701      |
| 2021年（令和3年）  | 667      |

### 従業員数の変遷
経済センサスによる従業員数の推移。
| 年                 | 従業員数 |
| ------------------ | -------- |
| 2016年（平成28年） | 4,349    |
| 2021年（令和3年）  | 4,850    |

## 施設

### 南長崎一丁目
- 椎名町駅南口停留所
- 目白五丁目停留所
- 豊島区立富士見台小学校
- 区民ひろば富士見台
- 西池袋出入口（首都高速中央環状新宿線）
- 三井住友銀行目白通出張所（ATMコーナー）
- ファミリーマート椎名町駅南口店
- 誓願寺

### 南長崎二丁目
- 南長崎二丁目停留所
- 豊島区立南長崎第二保育園
- NTT東日本落合ビル本館
- デイリーヤマザキ豊島南長崎店
- セブンイレブン豊島南長崎2丁目店
- 神習教

### 南長崎三丁目
- 南長崎三丁目停留所
- 東京信用金庫椎名町支店
- 浅田飴本社分室
- 日本加除出版
  - トキワ荘跡地モニュメント
- 豊島区立トキワ荘マンガミュージアム
- ローソンストア100南長崎3丁目店
- 椎名町ひまわり保育園
- 豊島保育園

### 南長崎四丁目
- 落合南長崎駅（都営地下鉄大江戸線）
- 豊島区立椎名町小学校
- 豊島区立南長崎スポーツセンター
- 豊島南長崎郵便局
- ホンダカーズ豊島店
- 南長崎幼稚園
- JR東日本南長崎住宅
- NTT東日本落合ビル別館
- 真々園

### 南長崎五丁目
- 五郎久保稲荷神社
- 南長崎五丁目停留所
- 東長崎駅通り停留所
- 西友東長崎店
- 東京信用金庫東長崎支店
- 全東栄信用組合東長崎支店
- 豊島区立南長崎第一保育園
- エッソ椎名町SS
- としま昭和病院
- 長浜小児科医院
- 壱番屋西武東長崎駅前店

### 南長崎六丁目
- 江原中野通り停留所
- 南長崎六丁目停留所
- 豊島南長崎六郵便局
- ジェイズガーデン南長崎店
- 出光目白通りSS
- セブンイレブン豊島南長崎6丁目店
- 鹿島テラハウス南長崎（社宅）

## その他

### 日本郵便
- 郵便番号 : 171-0052[3]（集配局 : 豊島郵便局[16]）。